# 28º Reggimento artiglieria "Livorno"
Il 28º Reggimento artiglieria "Livorno" è stato un reparto di artiglieria semovente dell'Esercito Italiano, fondato nel 1912 e attivo fino al 1995. Era stanziato nella caserma "Giavitto" di Tarcento.